# Jasper Stadhouders

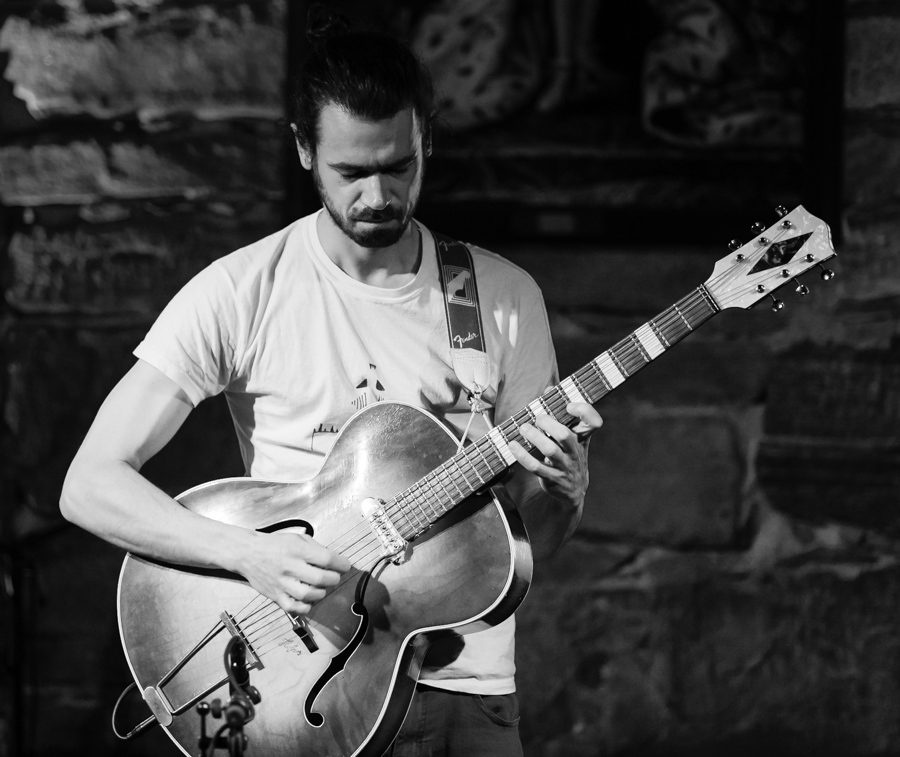
Jasper Stadhouders (2019)
Bild: Tore Sætre

Jasper Stadhouders (* 1989 in Tilburg) ist ein niederländischer Jazz- und Improvisationsmusiker (Gitarre, auch E-Bass, Mandoline).

## Leben und Wirken
Jasper Stadhouders, dessen Eltern beide Musiker sind, begann mit acht Jahren als Musiker aufzutreten. Der Gitarrist Bram Stadhouders ist sein älterer Bruder. Während er noch in Tilburg zur Schule ging, erhielt er mit 15 Jahren Unterricht am Conservatorium van Amsterdam. 17-jährig zog er nach Amsterdam und absolvierte dort ein Jazzgitarrenstudium bis zum Bachelor.
Stadhouders arbeitete bereits in dieser Zeit in der niederländischen und internationalen Jazz- und Improvisationsszene; mit Sanne van Hek und Gerri Jäger (Schlagzeug) gründete er das Improvisationstrio The Black Napkins, deren gleichnamiges Album 2009 erschien. Er gehörte dem Trio Cactus Truck (mit John Dikeman, Onno Govaert) an, mit dem zwischen 2012 und 2014 vier Alben entstanden, darunter ein Mitschnitt einer USA-Tour 2012 mit Jeb Bishop und Roy Campbell (Live in USA). Ab 2013 spielte er ferner im Fusion-Quintett Spinifex (mit Gijs Levelt, Gonçalo Almeida, Philipp Moser, Tobias Klein), ab 2015 zudem als Bassist in Ken Vandermarks amerikanisch-europäischen Quartett Made to Break (mit Tim Daisy, Christof Kurzmann). Außerdem arbeitete er u. a. mit Andrew D’Angelo, Teun Verbruggen, Wolter Wierbos und Nate Wooley, Han Bennink, Ab Baars, Paal Nilssen-Love, Marshall Allen, Noel Redding, Jim Black, Terrie Ex, Andy Moor, Wilbert de Joode, Peter Evans, Frank Rosaly, Dave Rempis, Michael Moore, Peter Jacquemyn, Ingrid Laubrock und Jaap Blonk. Er unternahm Tourneen in Europa, Nordamerika, Russland, Äthiopien, Indien, Japan, Palästina, Mexiko und Argentinien.  Zu hören ist er u. a. auch auf  Christian Mariens Album How Long Is Now (2024).

## Diskographische Hinweise
- Cactus Truck: Seizures Palace (Not Two Records, 2014)
- Susana  Santos Silva / Jasper Stadhouders / Gonçalo Almeida / Gustavo Costa: Buku (Cylinder, 2016)
- Wolter Wierbos / Jasper Stadhouders / Tim Daisy: Sounds in a Garden (Relay, 2016)
- Ken Vandermark, Nate Wooley, Jasper Stadhouders, Steve Heather: Shelter (Audiographic Records, 2017)
- Bugpowder: Cage Tennis (Try Tone 2021, mit Tobias Klein, Jeroen Kimman, Tristan Renfrow)
- Jasper Stadhouders, Nora Mulder, Aaron Lumley, Onno Govaert: Swinning to Zaal (Doek RAW 2022)